# Okręg Frankfurt nad Odrą
Okręg Frankfurt nad Odrą (niem. Bezirk Frankfurt (Oder)) – okręg administracyjny w dawnej Niemieckiej Republice Demokratycznej.

## Geografia
Okręg położony w środkowo-wschodniej części NRD. Od wschodu poprzez Odrę graniczył z PRL.

### Podział
- Frankfurt
- Eisenhüttenstadt
- Schwedt/Oder
- Powiat Angermünde
- Powiat Bad Freienwalde
- Powiat Beeskow
- Powiat Bernau
- Powiat Eberswalde
- Powiat Eisenhüttenstadt
- Powiat Fürstenwalde
- Powiat Seelow
- Powiat Strausberg

## Polityka

### Przewodniczący rady okręgu
- 1952–1956 Franz Peplinski (1910–1991)
- 1956–1960 Günter Springer (1922-)
- 1960–1963 Hans Albrecht (1919-)
- 1963–1969 Harry Mönch (1925-)
- 1969–1990 Siegfried Sommer (1925-)
- 1990 Gundolf Baust (1941–2004)
- 1990 Britta Schellin (Regierungsbevollmächtigte)

### I sekretarzSEDokręgu
- 1952–1958 Gerhard Grüneberg (1921–1981)
- 1958–1961 Eduard Götzl (1921–1986)
- 1961–1971 Erich Mückenberger (1910–1998)
- 1971–1988 Hans-Joachim Hertwig (1928–1988)
- 1988–1989 Christa Zellmer (1930-)
- 1989–1990 Bernd Meier (1944–2005)